# Clanculus dunkeri
Clanculus dunkeri is een slakkensoort uit de familie van de Trochidae. De wetenschappelijke naam van de soort is voor het eerst geldig gepubliceerd in 1843 door Koch in Philippi.